# Episodi di Knight Squad (seconda stagione)
La seconda e ultima stagione della serie televisiva Knight Squad è andata in onda negli Stati Uniti d'America dal 2 febbraio 2019.
In Italia è stata trasmessa dal 13 maggio 2019 su Nickelodeon.
| n° | Cod. di prod. | Titolo originale                          | Titolo italiano                   | Prima TV originale | Prima TV Italia |
| -- | ------------- | ----------------------------------------- | --------------------------------- | ------------------ | --------------- |
| 1  | 201           | A Knight to Remember                      | Il viale dei ricordi              | 2 febbraio 2019    | 13 maggio 2019  |
| 2  | 202           | Love at First Knight                      | Una nuova principessa per Warwick | 16 febbraio 2019   | 14 maggio 2019  |
| 3  | 203           | Mid-Knight in the Garden of Good and Evil | La cattiva Buttercup              | 23 febbraio 2019   | 15 maggio 2019  |
| 4  | 204           | In the Gill of the Knight                 | Il sortilegio                     | 2 marzo 2019       | 16 maggio 2019  |
| 5  | 205           | The Knight Stuff                          | Magia di famiglia                 | 9 marzo 2019       | 17 maggio 2019  |
| 6  | 207           | Knight of the Living Dead                 | Cavalier Zombie                   | 16 marzo 2019      | 21 maggio 2019  |
| 7  | 206           | Knight Glider                             | Il grande Glider                  | 30 marzo 2019      | 20 maggio 2019  |
| 8  | 208           | Two Wrongs Don't Make a Knight            | Il manuale di Sir Gareth          | 6 aprile 2019      | 22 maggio 2019  |
| 9  | 209           | Election Knight                           | Una gigante campagna elettorale   | 13 aprile 2019     | 23 maggio 2019  |
| 10 | 210           | Closing Knight                            | L'ultima prova                    | 20 aprile 2019     | 24 maggio 2019  |

## Il viale dei ricordi
Prudence scopre il segreto di Ciara.

## Una nuova principessa per Warwick
Warwick, dopo un rifiuto della principessa (Ciara), inizia a frequentare una principessa con un oscuro segreto.

## La cattiva Buttercup
I cavalieri devono recuperare un medaglione e...

## Il sortilegio
Una sirena fa un sortilegio ad Astoria e Arc diventa metà pesce.

## Magia di famiglia
Mentendo, Sir Gareth riesce ad avere finalmente le meritate fiere.

## Cavalier Zombie
I cavalieri sono incaricati di fare una ricerca su un personaggio storico da loro ammirato.

## Il Grande Glider
Colpito inavvertitamente da un barile lanciato in aria da Prudence, precipita ad Astoria il Grande Glider, un supereroe particolarmente ammirato da Arc.

## Il manuale di Sir Gareth
La Squadra Fenice e la Squadra Kraken sono entrambe al primo posto in classifica perciò devono disputare uno spareggio per decidere chi sara' la vincitrice.

## Una gigante campagna elettorale
Le squadre della scuola per cavalieri devono presentare un candidato che diventera' Sovrano Della Classe. Per la Squadra Fenice decide di candidarsi Prudence.

## L'ultima prova
Ad Astoria torna la Squadra Fenicottero e durante una cerimonia il re viene colpito da un masso.